# 中国驻希腊大使馆
中华人民共和国驻希腊共和国大使馆（希臘語：Πρεσβεία της Λαϊκής Δημοκρατίας της Κίνας στην Ελληνική Δημοκρατία），简称中国驻希腊大使馆，是中华人民共和国驻希腊的外交代表机构。

## 机构设置
中国驻希腊大使馆设置下列机构：
- 办公室
- 领侨处
- 经商处